# Якоб Ларссон
Якоб Ларссон (швед. Jacob Larsson; 29 квітня 1997, м. Люнгбю, Швеція) — шведський хокеїст, захисник. Виступає за «Фрелунда» (Гетеборг) у Шведській хокейній лізі.
Вихованець хокейної школи ХК «Троя-Люнгбю». Виступав за «Фрелунда» (Гетеборг).
В чемпіонатах Швеції — 20 матчів (1+2), у плей-оф — 0 матчів (0+0).
У складі юніорської збірної Швеції учасник чемпіонату світу 2015. 